# Fruto Chamorro Pérez
José Fruto Chamorro Pérez (Ciudad de Guatemala, Capitanía de Guatemala, 20 de octubre de 1804 - Granada, Nicaragua, 12 de marzo de 1855) fue un militar y político nicaragüense nacido en Guatemala de padres nicaragüenses. Ejerció como Supremo Director del Estado de Nicaragua del 1 de abril de 1853 al 30 de abril de 1854, cuando fue designado como primer Presidente de La República de Nicaragua, cargo que ejerció nominalmente hasta el 12 de marzo de 1855, porque desde el 1 de junio de 1854 delegó sus funciones en José María Estrada, Diputado Presidente de la Asamblea Constituyente del Estado.

## Vida política
Se convirtió en una de las figuras más relevantes del partido conservador o legitimista, que tenía su principal fuerza en la ciudad de Granada. 
En noviembre de 1851, después de derrotar al ejército leonés al mando del General José Trinidad Muñoz, apoyo el nombramiento del senador Fulgencio Vega como Director Supremo del Estado por parte de la Asamblea del Estado y traslado la Sede del gobierno de León a Granada.
Bajo su mandato como Supremo Director, una nueva Asamblea Constituyente elaboró una nueva Constitución, que puso fin al período del Directorio. Nicaragua se constituyó en República y se instituyó la Presidencia por un período de cuatro años. Siendo elegido Presidente el propio Fruto Chamorro, que asumió su nuevo cargo en 1854.
Estalló una nueva guerra civil entre el Partido Legitimista, (después Partido Conservador (Nicaragua)), y el Partido Democrático (después Partido Liberal), por lo cual la nueva Constitución no llegó a entrar en vigor.

## Patriarca fundador
Es considerado el patriarca fundador de la familia Chamorro en Nicaragua debido a su personalidad atrayente, carácter fuerte y carisma de líder. A la muerte de su padre, se puso al frente del clan familiar apoyando a su madre y hermanos paternos, los Chamorro y Alfaro.
Su hermano Pedro Joaquín Chamorro y Alfaro fue presidente de Nicaragua de 1875 a 1879; mientras que, su otro hermano Fernando Chamorro y Alfaro lo fue en 1860 (en funciones).

## Genealogía
Frutos Chamorro Pérez proviene de una familia política y económicamente poderosa en Nicaragua.  Nace el 20 de octubre de 1804 en Antigua, Guatemala y fallece el 12 de marzo de 1855 en Granada.
Sus ancestros fueron:
- Diego Chamorro de Sotomayor y Murga  n. 1711 Sevilla, Spain, fallece 1785 Nicaragua y Gregoria Gertrudis Lacayo de Briones y Pomar n. 1716 Granada, Nicaragua m. 1784 Granada, Nicaragua
- Fernando Chamorro Lacayo n. 1751 Granada, Nicaragua m. 1793 Granada, Nicaragua y Bárbara Nicolasa Argüello del Castillo n. 1756 Granada, Nicaragua m. 1785 Granada, Nicaragua
- Pedro José Chamorro Argüello n. 29 Dec 1782 Granada, Nicaragua, m. 31 de mayo de 1824 Granada, General del Ejército, y María Josefa Pérez.
  - Pedro José se casó Josefa Margarita Alfaro Jiménez-Monterroso n. 1794 Granada, Nicaragua, m. 1884 Granada, Nicaragua y procrearon seis hijos, incluyendo al Presidente Pedro Joaquín Chamorro Alfaro y al Presidente Fernando Chamorro Alfaro

Frutos Chamorro Pérez se casó con Mercedes Avilés y tuvieron cinco hijos:
- Josefa Chamorro Avilés casada con Pedro Ramírez Goyeneche
- Carlota Chamorro Avilés casada con Luis Costigliolo Arana
- Carmen Chamorro Avilés
- Mercedes Jacinta Chamorro Avilés casada con José Bolaños Bendaña
- Adela Chamorro Avilés casada con Manuel Zavala Bengoechea